# Ribonukleasen

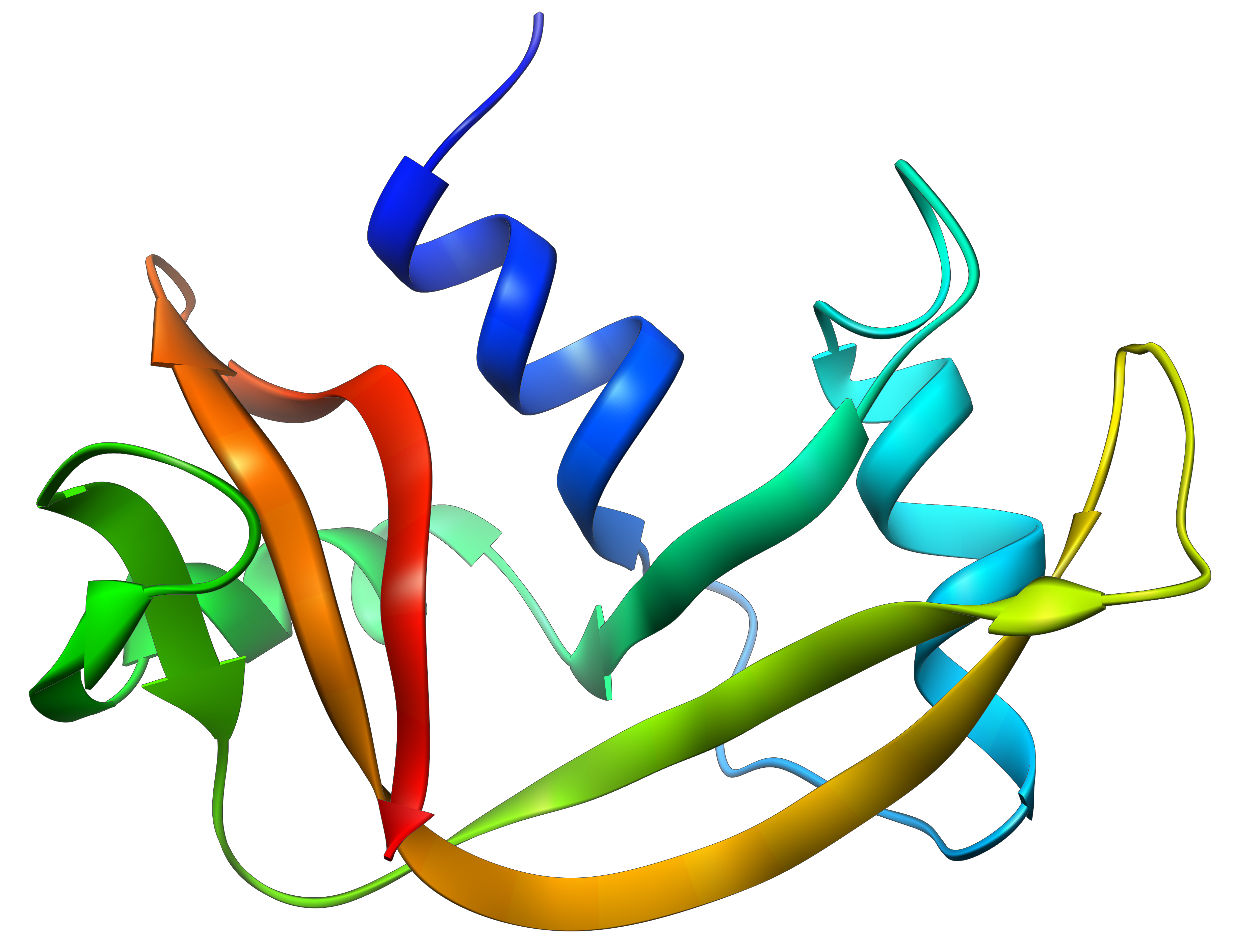
Bändermodell der RNase A des Hausrinds (Bos taurus).

Ribonukleasen, kurz RNasen (auch fälschlich geschrieben RNAsen und Rinasen genannt), sind Enzyme, die die hydrolytische Spaltung von Phosphodiesterbindungen in Ribonukleinsäure(RNA)-Ketten katalysieren. Diese Reaktion ist Teil der Prozessierung und des Abbaus von RNA. RNasen kommen in allen Lebewesen vor und bilden einen unverzichtbaren Bestandteil des zellulären Stoffwechsels. Beim Menschen sind etwa 50 RNasen bekannt, die teilweise aus mehreren Untereinheiten bestehen (Proteinkomplexe); neun menschliche RNasen sind derzeit mit seltenen Erbkrankheiten assoziiert.
RNasen gehören zu den Nukleasen (genannt auch nukleolytische Enzyme.) Ihre Einteilung erfolgt nach Angriffspunkt und Reaktionsprodukt. Geschieht die Spaltung inmitten der RNA-Kette, handelt es sich um Endoribonukleasen, während Exoribonukleasen an dem für sie jeweils spezifischen Ende der RNA-Ketten angreifen. Es können dabei 5'-Phosphomonoester oder andere entstehen. So hat die Enzymkommission der IUBMB die Enzymkategorien 3.1.26.- und 3.1.27.- für Endonukleasen und 3.1.13.- und 3.1.14.- für Exonukleasen reserviert, während von Nukleasen, die sowohl RNA als auch DNA abbauen können (3.1.15.- und 3.1.16.-) noch kaum Beispiele bekannt sind. Dabei kann es sich um einzelsträngige oder doppelsträngige RNA handeln, dieses Kriterium ist zur Unterscheidung der RNasen nicht geeignet.

## Funktion
Das Vorkommen von Ribonuklease im Plasma bzw. Serum ist seit Beginn des 20. Jahrhunderts bekannt. Die RNasen bilden eine vielfältige Gruppe von Enzymen, die alle das Kettenmolekül RNA zerschneiden, indem sie eine Phosphorsäure-Esterbindung zur Ribose trennen. Sie unterscheiden sich zunächst darin, ob sie einzel- oder doppelsträngige RNA oder RNA/DNA-Hybride angreifen. Dabei kann die Funktion unspezifisch sein oder sich auf den Ort bestimmter Nukleotide oder Nukleotidsequenzen beschränken. Recycling ist dabei ein wichtiger aber nicht der einzige Zweck. Z. B. muss die Lebensdauer von tRNA beschränkt werden, damit die Proteinsynthese mit den Mitteln der Genregulation gesteuert werden kann. RNasen wirken auch mit bei der Prozessierung von zelleigener RNA (i.w. tRNA und rRNA). Ferner können RNasen das Genom eingedrungener RNA-Viren zerstören und nehmen damit an der angeborenen Immunantwort teil. Ribonukleasen lassen sich mit Diethyldicarbonat hemmen.

## Pathologie
Von neun RNasen des Menschen sind Polymorphismen bekannt, die zu seltenen Erbkrankheiten führen können.
| Gen-Name | RNase                                             | OMIM   | Erbkrankheit                                                           |
| -------- | ------------------------------------------------- | ------ | ---------------------------------------------------------------------- |
| ANG      | Angiogenin                                        | 611895 | Erhöhtes Risiko für Amyotrophe Lateralsklerose Typ 9                   |
| DICER1   | Dicer                                             | 606241 | Frühkindlicher Tumor (pleuroplumonales Blastom) und mehrknotige Struma |
| DIS3L2   | DIS3-like Exonuklease 2                           | 614184 | Perlman-Syndrom                                                        |
| ELAC2    | Phosphodiesterase ELAC 2                          | 605367 | Erhöhtes Risiko für Prostatakrebs                                      |
| POP1     | RNase-Untereinheit POP1                           | 602486 | Schwere Osteochondrodysplasie                                          |
| RNASEH2A | RNase HII (Untereinheit A)                        | 606034 | Aicardi-Goutières-Syndrom Typ 4                                        |
| RNASET2  | RNase T2                                          | 612944 | Zystische Leukoenzephalopathie ohne Megalenzephalie.                   |
| TSEN2    | tRNA-spleißende Ribonuklease (Untereinheit Sen2)  | 608753 | Pontozerebelläre Hypoplasie Typ 2B                                     |
| TSEN34   | tRNA-spleißende Ribonuklease (Untereinheit Sen34) | 608754 | Pontozerebelläre Hypoplasie Typ 2C                                     |

## Endoribonukleasen

### RNase A
Die RNase A spaltet einzelsträngige RNA. Sie erkennt die beiden Pyrimidine U und C und spaltet die Phosphodiesterbindung an der 5'-Position der Ribose des jeweils in der RNA-Kette auf U bzw. C folgenden Nukleotids. RNase A findet sich unter anderem im Schweiß und ist auch ein Verdauungsenzym. Dadurch baut sie auch RNA-Viren ab, die den Körper infizieren könnten. Somit gehört die Sekretion von RNase A mit dem Schweiß zu den Abwehrmechanismen des Körpers. Diese Sekretion führt dazu, dass RNase A eine sehr häufig extrazellulär vorkommende „Umwelt-Nuklease“ darstellt.
Eine für ein Protein auffallende Eigenschaft ist die hohe Hitzestabilität: RNase A verträgt Kochen (also 100 °C) ohne zu denaturieren. Sie ist ein vielgenutztes Laborreagenz. Ribonuklease A war eines der ersten Biomoleküle, dessen Struktur aufgeklärt wurde. Im Jahr 1967 gelang dies zwei Teams unabhängig voneinander.

### RNase B
RNase B besitzt die gleiche Aminosäuresequenz wie RNase A und unterscheidet sich nur durch eine N-Glykosylierung, die vermutlich die Proteinfaltung der RNase B im Vergleich zu RNase A beschleunigt, indem eine hydrophobe Oberfläche des Proteins mit der Glykosylierung abgeschirmt wird.

### RNase H
Die RNase H ist eine unspezifische Endoribonuklease, die RNA-DNA-Heteroduplexe erkennt und den RNA-Bestandteil entfernt. Die Spaltung der RNA erfolgt hydrolytisch über ein enzymgebundenes bivalentes Metallion. Sie erfüllt u. a. eine wichtige Funktion bei der Replikation der DNA, indem sie den angelagerten RNA-Primer wieder entfernt. Es gibt zwei Untertypen. Die RNase H1 ist monomer und bindet an 2'OH-Gruppen von vier aufeinander folgenden Ribonukleotiden. Von der RNase H1 bestehen wiederum zwei Isoformen, eine Zellkern-Isoform, deren Funktion unbekannt ist, und eine mitochondriale Isoform, die für die mitochondriale DNA-Replikation notwendig ist.
Die RNase H2 besteht aus den drei Proteinen RNASEH2A, RNASEH2B und RNASEH2C, die einen trimeren Komplex bilden, wobei das katalytische Zentrum im Protein RNASEH2A lokalisiert ist.
RNase H2 entfernt bei der Replikation irrtümlich in die DNA eingebaute RNA-Monomere, die dann durch die korrekten DNA-Monomere ersetzt werden. Bei der Replikation werden nämlich statt der korrekten Desoxyribonukleotide mit einer Häufigkeit von eins zu einigen Tausend die entsprechenden Ribonukleotide eingebaut. Die Reparatur ist notwendig, weil RNA weit anfälliger für spontane Hydrolyse ist als DNA.
Bei unzureichender Enzymaktivität, z. B. durch Mutationen in einem der drei Proteingene, kommt es durch die dann verbleibenden Ribonukleotide zu einer Genominstabilität bis hin zum Strangbruch und Akkumulation von DNA-Segmenten. Diese können über eine Aktivierung des p53-Signalweges den Zellzyklus unterbrechen und zur Apoptose führen. Die akkumulierten DNA-Segmente können dann eine Entzündungsreaktion über die angeborene Immunabwehr hervorrufen, was der Pathogenese des Aicardi-Goutières-Syndroms entspricht, bei dem sich in der Tat häufig Mutationen eines der drei RNase H2-Gene finden. Fehlt die RNASEH2B bei der Knockout-Maus, führt dies zur frühen embryonalen Letalität schon während der Gastrulation.

### RNase P
Die RNase P ist ein Ribozym, d. h. im Gegensatz zur überwiegenden Mehrheit der Enzyme ist sie kein reines Protein, sondern verfügt über eine RNA-Untereinheit, welche eine effiziente Substraterkennung gewährleistet. Ihre Funktion besteht darin, eine Präkursor-Sequenz bei der Prozessierung der tRNA abzuspalten. Sie besteht aus zwei Untereinheiten. 

## Exoribonukleasen

### RNase R
Die RNase R ist eine 3'→5' Exoribonuklease, die bei der Degradation von mRNA in Bakterien involviert ist.

### RNase D
Die RNase D ist ein 3'→5' Exoribonuklease, die bei der Prozessierung der tRNA involviert ist.
Siehe auch Degradosom, Exosom, P-body.